# 基督教湯清文藝獎
湯清基督教文藝獎，是由湯清博士及其夫人湯張瓊英女士於1979年出資所設立，是為獎勵並培植華人基督徒創作本色文藝，宣揚基督福音和基督教信仰特質。該獎項事工由香港信義宗神學院成立委員會管理。2015年起，此獎項暫停頒發至今。